# 雜色薄麗鯛
雜色薄麗魚，為輻鰭魚綱鱸形目隆頭魚亞目慈鯛科的其中一種，其种加词“variabilis”意为“各色的”、“变化的”。分布於非洲馬拉威湖東南部流域，為特有種，體長可達17.3公分，棲息在岩石、沙底質的淺水域，以無脊椎動物及昆蟲幼蟲為食，生活習性不明，可作為觀賞魚。